# صالح جینینی
صالح جینینی (۱۶۸۳–۱۷۵۷م) (نسب: صالح بن ابراهیم بن سلیمان جینینی) محدث برجستهٔ سوری فلسطینی‌اصل بود. خاستگاهش جینین بوده و خود زاده و درگذشتهٔ دمشق است. زندگی‌نامه‌نویسان او را بالاترین محدث در سند در روزگار خود دانسته‌اند. ثبت را در ۳۷ برگ نگاشت.